# Campeonato de Apertura 1947 (Perú)
El Campeonato de Apertura 1947 fue la tercera edición de este torneo donde participaron cuatro equipos del Campeonato Peruano de Fútbol de 1946. El campeón fue Alianza Lima, al vencer a Universitario por 4 a 1 en el partido de desempate. La organización correspondía a la Asociación No Amateur (ANA), antigua denominación de la actual Asociación Deportiva de Fútbol Profesional (ADFP).

## Formato
El torneo se jugó en un sistema de todos contra todos a una sola rueda y se otorgaba dos puntos por partido ganado, un punto por partido empatado y ninguno por partido perdido. El campeón sería el que más puntos acumule, en caso de igualdad de puntos se jugaba un partido de desempate por el título.

## Equipos participantes
Inicialmente debieron participar los cuatro equipos mejor ubicados en el Campeonato Peruano de Fútbol de 1946. Sin embargo, Deportivo Municipal y Sport Boys no pudieron tomar parte del torneo por encontrarse de gira en Centroamérica y Chile, respectivamente.
| Club            | Vía de clasificación                             |
| --------------- | ------------------------------------------------ |
| Universitario   | Campeón del Campeonato Peruano de Fútbol de 1946 |
| Sucre FBC       | Cuarto del Campeonato Peruano de Fútbol de 1946  |
| Alianza Lima    | Quinto del Campeonato Peruano de Fútbol de 1946  |
| Sporting Tabaco | Séptimo del Campeonato Peruano de Fútbol de 1946 |

## Partidos
1ª ronda
| Fecha               | Lugar                    |               | Resultado |                 |
| ------------------- | ------------------------ | ------------- | --------- | --------------- |
| 20 de abril de 1947 | Antiguo Estadio Nacional | Universitario | 1–3       | Sporting Tabaco |
| 20 de abril de 1947 | Antiguo Estadio Nacional | Sucre FBC     | 0–1       | Alianza Lima    |

 2ª ronda
| Fecha               | Lugar                    |                 | Resultado |              |
| ------------------- | ------------------------ | --------------- | --------- | ------------ |
| 27 de abril de 1947 | Antiguo Estadio Nacional | Universitario   | 2–1       | Sucre FBC    |
| 27 de abril de 1947 | Antiguo Estadio Nacional | Sporting Tabaco | 2–3       | Alianza Lima |

 3ª ronda
| Fecha             | Lugar                    |               | Resultado |                 |
| ----------------- | ------------------------ | ------------- | --------- | --------------- |
| 4 de mayo de 1947 | Antiguo Estadio Nacional | Universitario | 1–0       | Alianza Lima    |
| 4 de mayo de 1947 | Antiguo Estadio Nacional | Sucre FBC     | 3–1       | Sporting Tabaco |

## Tabla de posiciones[6]
| Pos. | Equipo          | PJ | PG | PE | PP | GF | GC | Dif. | Puntos |
| ---- | --------------- | -- | -- | -- | -- | -- | -- | ---- | ------ |
| 1°   | Alianza Lima    | 3  | 2  | 0  | 1  | 4  | 3  | +1   | 4      |
| 2°   | Universitario   | 3  | 2  | 0  | 1  | 4  | 4  | 0    | 4      |
| 3°   | Sucre FBC       | 3  | 1  | 0  | 2  | 4  | 4  | 0    | 2      |
| 4°   | Sporting Tabaco | 3  | 1  | 0  | 2  | 6  | 7  | -1   | 2      |

## Desempates

### Tercer lugar
| Jueves 15 de mayo de 1947 | Sporting Tabaco | 4:2' | Sucre FBC | Estadio Nacional, Lima                       |  |
|                           |                 |      |           | Asistencia: 12 000 espectadores espectadores |  |

### Por el título
| Jueves 15 de mayo de 1947 | Alianza Lima                     | 4:1 (3:0) | Universitario de Deportes | Estadio Nacional, Lima                                                  |                                                                         |
|                           | Herrera 17', 44', 88' · Joya 20' | Reporte   | Torres 59'                | Asistencia: 12 000 espectadores espectadores Árbitro(s): Guillermo Barr | Asistencia: 12 000 espectadores espectadores Árbitro(s): Guillermo Barr |

|                                |
| Campeón Campeonato de Apertura |
| Alianza Lima 1.er título       |